# Ulrich Vultejus
Ulrich Vultejus (* 12. Juli 1927 in Celle; † 17. August 2009 in Berlin) war ein deutscher Richter, Bürgerrechtler und justizkritischer Publizist. Er veröffentlichte auch unter den Pseudonymen Urs Tatze und Wally Walfisch.

## Leben und Werk
Vultejus wuchs in einem liberalen und dem Nationalsozialismus gegenüber kritisch gesinnten Elternhaus in Celle auf, sein Vater verteidigte als Rechtsanwalt Angeklagte. Mit 17 wurde gegen ihn ein Strafverfahren geführt, da er unter Berufung auf ein inexistentes ärztliches Attest ein Jahr lang dem Dienst in der Hitlerjugend ferngeblieben war; das Verfahren wurde letztlich eingestellt.
Nach abgeschlossener juristischer Ausbildung wurde Vultejus Richter am Amtsgericht Bad Harzburg, später wurde er stellvertretender Direktor am Amtsgericht Hildesheim. Im Gegensatz zur Mehrheit seiner Kollegen war Vultejus gesellschaftlich stark engagiert: er war Mitglied im Bundesvorstand der Richter in der Gewerkschaft ÖTV, von 1987 bis 1995 Bundesvorsitzender der Bürgerrechtsvereinigung Humanistische Union. Aufgrund der Lehraufträge, die er von 1965 bis 1998 an mehreren Fachhochschulen wahrnahm, wurde Vultejus Honorarprofessor.

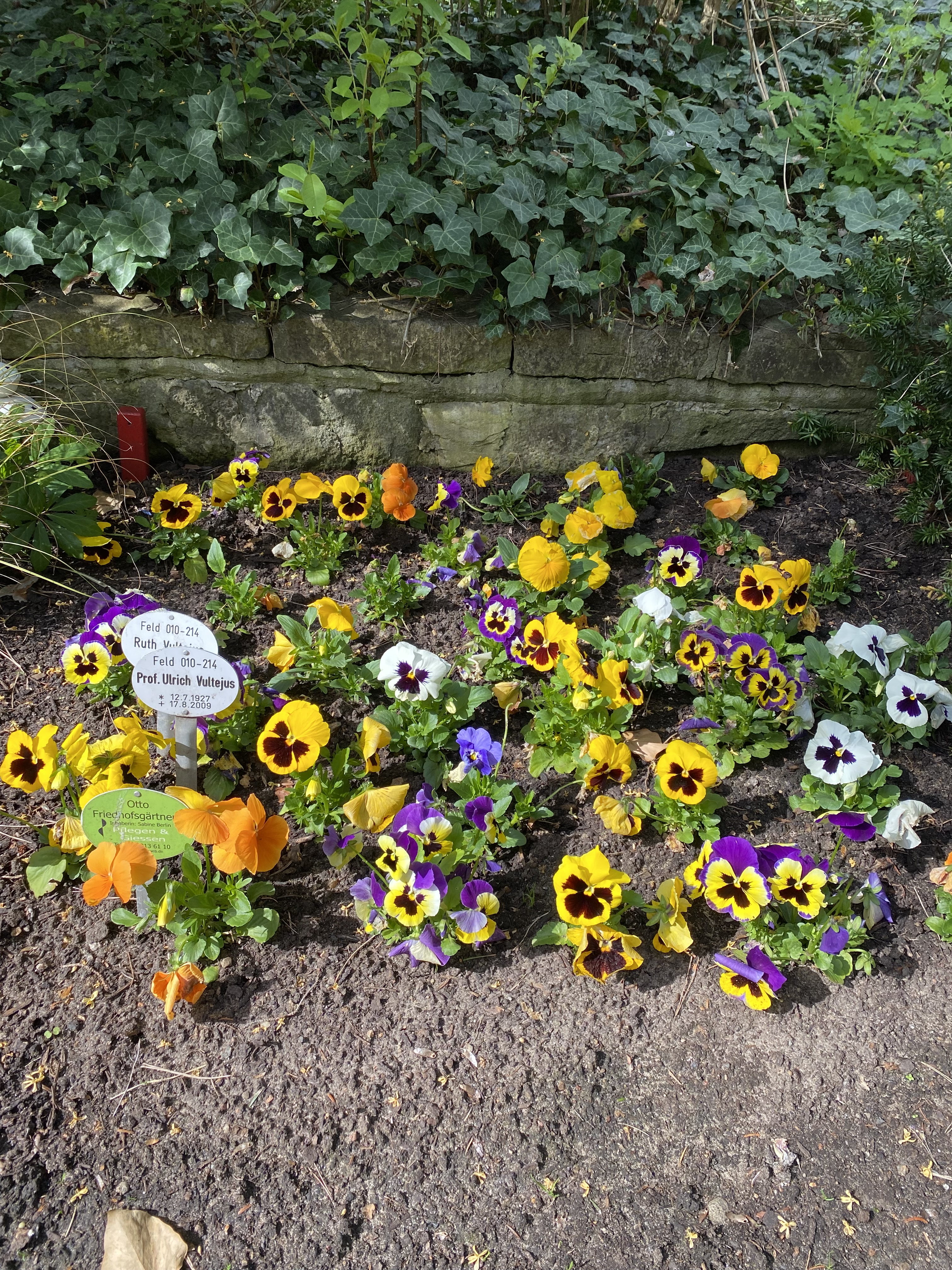
Grabstätte auf dem Waldfriedhof Dahlem

Bekannt wurde Vultejus in den 1970er und 1980er-Jahren für seine Kritik an der bundesdeutschen Justiz, insbesondere den personellen Kontinuitäten aus dem Nationalsozialismus. Wegen seiner kritischen Meinungsäußerungen, etwa zur Diskussion um den Radikalenerlass, betrieben Vorgesetzte mehrere Disziplinarverfahren gegen ihn, die öffentliche Resonanz fanden. Eine juristische Kontroverse lieferte sich Vultejus auch mit dem Wehrmachtsjuristen und Professor Erich Schwinge, dem er die Mitwirkung an einem Todesurteil nachgewiesen hatte; Schwinges Unterlassungsklage wurde letztinstanzlich vom Bundesgerichtshof abgewiesen.
Daneben war Vultejus publizistisch tätig. In der Zeitschrift „ÖTV in der Rechtspflege“ und juristischen Fachzeitschriften wie der Zeitschrift für Rechtspolitik oder der Deutschen Richterzeitung veröffentlichte er Artikel, in denen er sich beispielsweise gegen das Abtreibungsverbot des § 218 StGB oder eine Ausdehnung der Sicherheitsgesetze zu Lasten der Bürgerrechte wendete.
Sein bekanntestes Buch erschien 1984: in „Kampfanzug unter der Robe: Kriegsgerichtsbarkeit des Zweiten und Dritten Weltkrieges“ machte Vultejus die Vorbereitungen einer bundesdeutschen Kriegsgerichtsbarkeit öffentlich. Das bis dahin geheime Vorhaben von Verteidigungs- und Justizministerium wurde daraufhin abgebrochen.
Vultejus wurde 1981 mit dem Fritz-Bauer-Preis ausgezeichnet. In seiner Dankesrede warnte er vor einer „Justiz als eines auf Beförderung angelegten Betriebes, weil ein die materiellen Wünsche und den persönlichen Ehrgeiz einspannendes Beförderungssystem den Richter zu korrumpieren geeignet ist“.
In der Ausgabe der Zeitschrift für Rechtspolitik vom 11. April 2008 äußerte Vultejus, dass er Frauen einen „Frauenrabatt“ zuerkannte und sie deshalb im Vergleich zu Männern mit der gleichen Anklage generell milder bestrafte. Er rechtfertigte dies mit einem Hinweis auf die offensichtlich ähnliche Handlungsweise seiner Kollegen und weil Frauen es im Leben schwerer hätten.
Ulrich Vultejus wurde auf dem Waldfriedhof Dahlem (Feld 010-214) beigesetzt.

## Zitate
„Deutsche Juristen sind immer die Funktionäre des Staats gewesen und nicht die des Bürgers.“

„Ich bin in Strafverfahren gegen Frauen immer wieder in Schwierigkeiten geraten und habe mich deshalb jeweils gefragt, welche Strafe würde ich gegen einen Mann bei derselben Anklage verhängen und auf diese Strafe alsdann abzüglich eines Frauenrabatts erkannt. […] Ähnlich scheinen es auch meine Kollegen zu handhaben. […]
Ein Frauenrabatt ist gerechtfertigt, weil es Frauen im Leben schwerer haben und Strafen deshalb bei ihnen härter wirken.“

## Veröffentlichungen
- Vorrede in: Die Strafrechtspflege als Gesundbrunnen: der Fall des Richters de Somoskeoy; eine Dokumentation. Konkret Literatur Verlag, 1981
- Hinter den Fassaden. Geschichten aus einer deutschen Stadt (Mitherausgeber), 1982
- Kampfanzug unter der Robe: Kriegsgerichtsbarkeit des Zweiten und Dritten Weltkrieges. Buntbuch, 1984
- Texte und Bilder gegen die Überwachungs-Gesetze (Mitherausgeber). Buntbuch, 1986
- Enzyklika für die Freiheit der Religionskritik (mit Edgar Baeger). Broschüre der Humanistischen Union, 1989
- Das Urteil von Memmingen: vom Elend der Indikation. Volksbl.-Verlag, 1990
- Im Namen des Volkes: Unfreundliche Bemerkungen zum § 218-Urteil von Karlsruhe (mit Ursula Neumann). Broschüre der Humanistischen Union, 1993
- Nachrichten aus dem Inneren der Justiz. Lax Verlag, 1998